# Dale Pascual
«Dale Pascual» es una canción interpretada por la banda argentina de rock Enanitos Verdes, la canción fue compuesta por Felipe Staiti y Marciano Cantero y está incluida en su octavo álbum de estudio titulado Guerra gaucha. Fue lanzada en el año de 1995 a través de la discográfica CBS, Columbia, Sony Music.

## Historia
Esta canción fue lanzado como el primer y único sencillo del mismo álbum y el doudécimo en general de toda su discográfica, además de que está incluida en sus álbumes en vivo Tracción acústica de 1998, En vivo de 2004, Live at House of Blues, Sunset Strip de 2011Huevos revueltos de 2018 al igual que otros éxitos de la banda.

## Listas
| Listas                                     | Posición |
| ------------------------------------------ | -------- |
| Argentina (Top 100 Rock)                   | 68       |
| Estados Unidos Billboard Hot Latin Tracks  | 79       |
| Estados Unidos Billboard Latin Pop Airplay | 18       |
| México (Top 100)                           | 64       |

## Créditos
- Saxofón: Pablito Rodríguez,
- Coros adicionales: Ariel Rot, Congas, cencerro
- Pandereta: Rada